# Капітолійський Антиной
Капітолі́йський Антино́й (італ. Antinoo Capitolino) — мармурова статуя оголеного молодого чоловіка, знайдена на віллі імператора Адріана в Тіволі. Статуя створена за часів Стародавнього Риму, наразі зберігається в Римі в Капітолійському музеї.

## Короткий опис
На початку XVIII століття археолог та колекціонер Конте Джузеппе Феде скупив земельні ділянки на місці вілли імператора Андріана, де почав проводити розкопки.
Він виявив уламки численних скульптур, чотири з яких вдалося відновити. Найвідомішою з них стала статуя, відома під назвою Капітолійський Антиной.
Феде продав статую Антиноя іншому збирачеві старовини, колекціонеру та меценату Алессандро Альбані. Скульптура Антиноя стала вінцем всієї його колекції.
Вже через кілька років Альбані перепродав статую папі Клименту XII.
Таким чином статуя Антиноя стала одним з перших визначних експонатів Капітолійського музею, за що і отримала свою назву.
Ліва рука та ліва нога у статуї були відбиті, але скульптор П'єтро Браччі відновив їх, надавши руці Антиноя риторичного жесту.
У XVIII столітті цей твір вважався однією з найкрасивіших давньоримських копій грецьких статуй. У той час існувала легенда про те, ніби наслідуючи грекам, Адріан вирішив увічнити в мармурі свого улюбленця, Антиноя.
Але ще на початку XX століття фахівці засумнівалися в цьому, оскільки інші зображення Антиноя, що видаються більш достовірними, зовсім не схожі на статую. Останнім часом вважається, що статуя є римською копією грецької статуї Гермеса, але назва Антиной Капітолійський вже закріпилося за скульптурою.